# Vòng loại Cúp bóng đá châu Phi 2025 (Bảng A)
Bảng A của Vòng loại Cúp bóng đá châu Phi 2025 là một trong mười hai bảng đấu sẽ quyết định đội nào đủ điều kiện tham dự vòng chung kết Cúp bóng đá châu Phi 2025 diễn ra tại Maroc. Bảng A bao gồm 4 đội tuyển: Tunisia, Madagascar, Comoros và Gambia.
Các đội tuyển sẽ thi đấu với nhau theo thể thức vòng tròn một lượt (sân nhà – sân khách), các trận đấu diễn ra từ tháng 9 đến tháng 11 năm 2024.

## Bảng xếp hạng
| VT | Đội        | ST | T | H | B | BT | BB | HS | Đ  | Giành quyền tham dự |     |     |     |     |     |
| -- | ---------- | -- | - | - | - | -- | -- | -- | -- | ------------------- | --- | --- | --- | --- | --- |
| 1  | Comoros    | 6  | 3 | 3 | 0 | 7  | 4  | +3 | 12 | Vòng chung kết      |     | —   | 1–1 | 1–1 | 1–0 |
| 2  | Tunisia    | 6  | 3 | 1 | 2 | 7  | 6  | +1 | 10 | Vòng chung kết      |     | 0–1 | —   | 0–1 | 1–0 |
| 3  | Gambia     | 6  | 2 | 2 | 2 | 6  | 6  | 0  | 8  |                     |     | 1–2 | 1–2 | —   | 1–0 |
| 4  | Madagascar | 6  | 0 | 2 | 4 | 4  | 8  | −4 | 2  |                     | 1–1 | 2–3 | 1–1 | —   |     |

## Các trận đấu
| Comoros          | 1–1      | Gambia         |
| ---------------- | -------- | -------------- |
| - M'Changama 37' | Chi tiết | - Barrow 45+1' |

| Tunisia       | 1–0      | Madagascar |
| ------------- | -------- | ---------- |
| - Sassi 90+8' | Chi tiết |            |

| Gambia     | 1–2      | Tunisia                       |
| ---------- | -------- | ----------------------------- |
| - Sowe 14' | Chi tiết | - Abdi 11' - Ben Romdhane 75' |

| Madagascar           | 1–1      | Comoros          |
| -------------------- | -------- | ---------------- |
| - Andriamatsinoro 9' | Chi tiết | - M'Changama 41' |

| Madagascar        | 1–1      | Gambia         |
| ----------------- | -------- | -------------- |
| - Couturier 45+2' | Chi tiết | - Minteh 90+7' |

| Tunisia | 0–1      | Comoros  |
| ------- | -------- | -------- |
|         | Chi tiết | Saïd 63' |

| Gambia     | 1–0      | Madagascar |
| ---------- | -------- | ---------- |
| Barrow 62' | Chi tiết |            |

| Comoros        | 1–1      | Tunisia      |
| -------------- | -------- | ------------ |
| - Selemani 49' | Chi tiết | - Meriah 69' |

| Madagascar                          | 2–3      | Tunisia                              |
| ----------------------------------- | -------- | ------------------------------------ |
| - Memmiche 20' (l.n.) - Amada 45+1' | Chi tiết | - Rafia 6' - Ltaief 40' - Abdi 90+3' |

| Gambia      | 1–2      | Comoros                  |
| ----------- | -------- | ------------------------ |
| - Jatta 18' | Chi tiết | - Saïd 25' - Maolida 90' |

| Tunisia | 0–1      | Gambia       |
| ------- | -------- | ------------ |
|         | Chi tiết | - Ceesay 17' |

| Comoros        | 1–0      | Madagascar |
| -------------- | -------- | ---------- |
| - Bourhane 47' | Chi tiết |            |

## Cầu thủ ghi bàn
Đang có 24 bàn thắng ghi được trong 12 trận đấu, trung bình 2 bàn thắng mỗi trận đấu.
2 bàn thắng
- Youssouf M'Changama
- Rafiki Saïd
- Musa Barrow
- Ali Abdi

1 bàn thắng
- Yacine Bourhane
- Myziane Maolida
- Faïz Selemani
- Abdoulie Ceesay
- Alassana Jatta
- Yankuba Minteh
- Ali Sowe
- Ibrahim Amada
- Carolus Andriamatsinoro
- Clément Couturier
- Mohamed Ali Ben Romdhane
- Sayfallah Ltaief
- Yassine Meriah
- Hamza Rafia
- Ferjani Sassi

1 bàn phản lưới nhà
- Amenallah Memmiche (trong trận gặp Madagascar)